# باري جي. سيلفرمان
باري جي. سيلفرمان (بالإنجليزية: Barry G. Silverman)‏ هو قاضي أمريكي، ولد في 11 أكتوبر 1951 في نيويورك في الولايات المتحدة.

## وصلات خارجية
- باري جي. سيلفرمان على موقع إن إن دي بي (الإنجليزية)